# Bartolomé van Braganza
De zalige Bartolomé van Braganza, ook genoemd Bartolomé van Vicenza, werd rond 1200 in Vicenza, Italië, geboren in het adellijk geslacht van Braganza. Hij was sinds 1220 lid van de Orde van de Dominicanen. In 1253 werd hij bisschop van het diocees Limassol op Cyprus en in 1256 bisschop van Vicenza. Als pauselijk delegaat had hij een goede naam in het bemiddelen bij conflicten. Daarnaast schreef hij commentaren op Bijbelgedeelten en ander werk. Hij overleed in 1270 in zijn geboortestad Vicenza. In 1793 werd zijn zaligverklaring bevestigd.

## Levensloop

### Circa 1200
Tijdens zijn studies in Padua, Italië, trad hij, ongeveer twintig jaar oud, toe tot de Orde van de Dominicanen en ontving het habijt uit de handen van de stichter Dominicus.
Na zijn wijding tot priester studeerde hij verder aan de hogeschool van Vicenza, en vervulde enkele leidinggevende posten in zijn Orde. Zo toegerust kreeg hij de opdracht te preken tegen dwalingen en ketterijen in Lombardije en wist vrede te stichten tussen strijdende partijen. Hij stichtte ook een Militaire Orde van Ridders die de vrede moesten waarborgen.

### 1235–1253
Zijn Toscaanse medebroeder Leander Alberti, schrijver van zijn eerste biografie, meldt dat Bartolomé in 1235, tijdens het pausschap van Gregorius IX werd aangesteld tot Magister Sacri Palacii (pauselijk theoloog). Bartolomé meldt zelf deze functie niet in zijn curriculum vitae (levensoverzicht) dat hij op het eind van zijn leven samenstelde.

### 1253–1255
In 1253 volgde zijn benoeming tot bisschop van het diocees Limasol (Nemonicum) op Cyprus.
Toen koning Lodewijk IX van Frankrijk op kruistocht was tegen de ongelovigen, maakte Bartolomé als pauselijk delegaat contact met de Vorsten van Joppe, Sidon en Acre. Lodewijk IX (de heilige) nodigde hem uit om naar Frankrijk te komen om relieken voor zijn kerk in ontvangst te nemen.
In 1255 ging Bartolomé als pauselijk legaat naar de hoven van Engeland en Frankrijk. Hendrik III van Engeland was toen in Aquitanië, de zuidwestelijke regio van Frankrijk met Bordeaux als hoofdstad.
Op het eind van dat jaar begeleidde hij de koning van Engeland naar Parijs, waar Koning Lodewijk IX hem een gedeelte van het Heilig Kruis aanbood en een doorn uit de doornenkroon die Christus op zijn kruisweg en tijdens zijn kruisiging gedragen heeft. 
Deze relieken werden hem aangeboden voor de kerk van de Dominicanen in Vicenza.

### 1256–1270
In 1256 benoemde paus Alexander IV hem tot bisschop van Vicenza, Bartolomés geboortestad. Tijdens zijn functioneren maakte hij kennis met de feodale heerser Ezzelino III da Romano, door zijn tegenstanders gezien als wrede tiran die twintig jaar heerste en fel tegenstander was van de pauselijke macht. 
Het verhaal gaat dat Bartolomé genoemd werd als Latijns patriarch van Jeruzalem. Hij noemt dit niet in zijn curriculum vitae.
Bartolomé di Braganza overleed in Vicenza in 1270. Het volk eerde hem als zalige. Deze zaligverklaring werd formeel uitgesproken in 1793.
Hij schreef commentaren op de Heilige Schrift en wordt beschouwd als schrijver van een commentaar op het werk Hiërarchie van de Pseudo-Dionysius de Areopagiet.